# 約翰·弗萊明 (美國政治家)
約翰·弗萊明（John Fleming；1951年7月5日—）是美國的一位政治人物、医师和商人。自2009年開始，他是路易斯安那州第4選舉區選出的美國眾議院議員。他的黨籍是共和黨。弗萊明曾經是一位醫師，並且還是一位商人，擁有自己的36家三明治店和公司。